# Четвёртая глава (Американская история ужасов)
«Четвёртая глава» (англ. «Chapter 4») — четвёртый эпизод шестого сезона американского телесериала в жанре антология «Американская история ужасов». Премьерный показ состоялся 5 октября 2016 года на телеканале FX. Режиссёром стала Марита Грабяк, сценаристом — Джон Дж. Грей.
История колонии и её обитателей проясняется ещё больше. Миллеры собираются противостоять Мяснику.
В эпизоде отсутствуют Анджела Бассетт и Эван Питерс.

## Сюжет
Шелби (Лили Рэйб, Сара Полсон в постановке) считает, что Мэтт (Андре Холланд, Куба Гудинг-мл. в постановке) и Ли (Адина Портер, Анджела Бассетт в постановке) сговорились за её спиной, а также обвиняет Мэтта в измене. Но, не увидев в его глазах проблеска вины, в итоге она его прощает. Шелби идёт в ванную комнату принять душ. Открыв занавески, она видит свино-человека с ножом, который пытается её убить. На помощь Мэтту и Шелби приходит Элиас Каннингем (Дэнис О’Хэр в постановке), сказав «кроатоан», после чего монстр исчезает.
Элиас рассказывает им, что владел этим домом, но за неуплату налогов у него этот дом отобрали. Он уверяет, что сможет помочь паре выжить. Шелби просит рассказать им всё, что он знает. Элиас рассказывает про Ченов, семью, иммигрирующую из Тайваня. Их мучили призраки, на что они помолились своим предкам, а также провели ритуал. Однако помочь все эти меры не смогли, Мясник (Кэти Бэйтс в постановке) всё равно до них добралась. Первый владелец дома, Эдвард Филлип Мотт, так же пропал. Мэтт вспомнил про медсестёр. Элиас говорит, что даже сестры Джейн, убийцы, жили в этом доме в страхе. Они сами рассказали ему свою историю. Мясник вырвала одной руки, а другую обезглавила. Также в доме останавливались три охотника, которые выстрелили друг другу в головы. Каждая смерть происходила в определённый лунный цикл. В любое время духи могли пугать и преследовать людей, но только в шестидневный период убывающей луны они могли убивать. И в этот день начинался как раз такой цикл. Элиас рекомендует Миллерам уезжать как можно скорее, но Мэтт никуда без Флоры уехать не мог. Услышав, что девочка у Присциллы, Элиас повёл их к тому месту, где она любит играть.
Идя по лесу, Шелби и Мэтт натыкаются на лесную ведьму (Леди Гага в постановке), за которой Шелби бежит. Однако, потеряв след, она выбегает на поляну, где видит охотников с ранами на лице. Она пытается их прогнать, говоря «кроатоан», но это не работает. Её уводит оттуда Элиас. Мэтт нашёл поляну, на которой Флора играла с другими призраками в жмурки. Элиас пытается убедить Присциллу отпустить Флору. Однако люди Томасин расстреляли его из лука. Шелби и Мэтт убежали в дом, где их встретил Крикет Марлоу (Лэсли Джордан в постановке).
Крикет убеждает семью, что Флора ещё жива, и её можно спасти. Шелби говорит, что они на всё готовы, чтобы вернуть её, и чтобы Крикет передал эти слова Мяснику. На это он говорит, что Мясник больше не заинтересована в обмене, потому что сейчас луна даёт ей силу. Крикет решает пойти и узнать всю историю из первых уст. По возвращении Крикет говорит, что встретил ведьму, которая сильнее Мясника. Она ослепила его и собиралась убить. Однако он предлагает ей Мэтта взамен на информацию. Она его перенесла во времена существования колонии. И Крикет утверждает, что их дом и окружающая его земля — настоящая территория «потерянной колонии». Колонисты на этих землях жили в достатке. Но за их жизнь нужно было платить кровью. Но сын Томасин, Эмброс (Уэс Бентли в постановке), хотел вернуться в христианство, так как недоволен жертвоприношениями, и что его мать впустила в их ряды зло. Ската, ведьма, говорит ей убить неблагодарных колонистов. Обманув людей, что Томасин вернулась к христианству, она предлагает колонистам вкусить плод, выросший на этой земле. Яблоки оказались отравлены, и Мясник добила остальных. Саму Томасин убивает Ската. Крикет говорит, что знает заклинание против Мясника, но ему надо забрать из гостиницы вещи, необходимые для ритуала. По дороге он видит Флору, за которой бежит в лес.
Обнадёженные Шелби и Мэтт волнуются, что Крикет до сих пор не вернулся. Мэтт говорит Шелби расслабиться, и оба они засыпают. Ночью Мэтт проснулся и, услышав шум, вышел на улицу. Затем этот шёпот его заманил в погреб, где его ждала Ската. Шелби так же проснулась, а Мэтта нигде не было. В интервью Мэтт признаётся, что такой интимной связи у него никогда не было, в тот момент его будто околдовали, каким-то образом Ската рассказала ему свою историю. Она англичанка, её люди поклонялись древним богам, из-за чего они были вынуждены бежать из Англии. Путь был долгий, многие погибли, и её обвинили в этом, так как считали, что женщина вызвала гнев морских богов. Было решено сжечь её на костре как ведьму. Заманив к себе стражника, она вонзила нож ему в плечо, а затем перерезала всех солдат. Новый свет и древняя магия создали нечто новое. Но их перебила Шелби, вышедшая на улицу, увидевшая приближающихся колонистов, среди которых была и Флора.
Присцилла ударила Томасин, из-за чего та выпустила из рук Флору. Девочка оказалась у Миллеров, и они убежали в дом. Шелби посмотрела в окно и увидела Крикета, которого выпотрошила Мясник. Она достаточно дала понять, что Миллеры следующие.

## Критика и приём
«Четвёртую главу» в премьерный показ смотрело 2,83 миллиона человек с долей 1,4 в возрастной категории от 18 до 49 лет.
Эпизод получил 90 % положительных рецензий на сайте Rotten Tomatos. Итоговая оценка эпизода 6,9/10.